# Jorge Délano Frederick

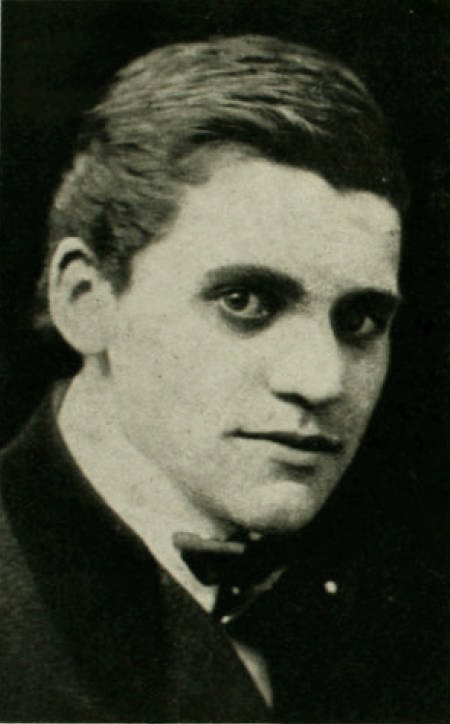
Jorge Délano Frederick (1915)

Jorge Délano Frederick (Coke, * 4. Dezember 1895 in Santiago de Chile; † 9. Juli 1980 ebenda) war ein chilenischer Maler und Karikaturist, Regisseur und Drehbuchautor.
Délano besuchte 1909–1910 die Escuela Naval und studierte ab 1911 am Instituto Nacional. In dieser Zeit begann er unter dem Pseudonym Coke Karikaturen in den Zeitschriften El Peneca und Corre-Vuela zu veröffentlichen. Er studierte dann Malerei bei Fernando Álvarez de Sotomayor und zählt als dessen Schüler zur Malergruppe der Generación del Trece.
Zur gleichen Zeit wurde er Karikaturist der Zeitschrift El Diario Ilustrado. Seine politischen Karikaturen trugen wesentlich zur Erhöhung der Auflage der Zeitschrift Anfang der 1920er Jahre bei. Von 1924 bis 1931 arbeitete er für La Nación, wo er die populäre Figur des Juan Verdejo schuf. Er veröffentlichte in der Zeitschrift Zig-Zag, war künstlerischer Direktor der Zeitschrift Sucesos und Mitarbeiter des El Diario Illustrado und gründete die Zeitung La Nación und 1931 die Zeitschrift für politische Karikatur Topaze. In den USA erschienen seine Karikaturen in Vision, Life und der Herald Tribune.
Das Interesse Délanos für den Film reicht bis in die 1910er Jahre zurück. Nach einem Aufenthalt in den USA drehte er 1929 mit La calle del ensueño den ersten lateinamerikanischen Tonfilm, der bei der Weltausstellung in Barcelona im gleichen Jahr den Großen Filmpreis gewann.
Als Maler schuf Délano u. a. Porträts von Pedro Aguirre Cerda, Arturo Alessandri, Carlos Balmaceda Saavedra und Luis Barros Borgoño. Eine Anzahl seiner Gemälde ist im Besitz des Museo Nacional de Bellas Artes, das Museo Histórico Nacional besitzt eine Sammlung seiner Karikaturen. Retrospektiven seiner Werke veranstalteten die Universidad Católica de Chile (1976) und das Instituto Cultural de Providencia (1978). Auch als Schriftsteller war Délano mit den Büchern Yo Soy Tú, Botica de Turnio und Kundalini, el Caballo Fatídico erfolgreich.